# 韓培德 (英國政治人物)
彼得·杰拉爾德·海恩（Peter Gerald Hain，1950年2月16日—），又譯韓培德，英國工黨政治家，曾在貝理雅以及白高敦政府任下議院領袖、就業及退休保障大臣及威爾斯事務大臣等職。他在2008年承認未能及時公佈於2007年參與工黨副黨魁選舉前後所收受的政治捐獻款額，而辭去內閣職務，但後來在2009年6月重返內閣任威爾斯大臣，至2010年5月工黨下野為止。
韓培德是下院議員，代表威爾斯的尼思選區。韓培德早年自南非移居英國，在1970年代是著名的反南非種族隔離制度分子。

## 生平

### 早年生涯
韓培德在1950年2月16日生於肯亞內羅畢，父母叫沃爾特·海恩（Walter Hain）及艾德琳·佛羅倫斯·斯托克斯（Adelaine Florence Stocks），他們兩人皆南非白人，而且都是反南非種族隔離制度分子。由於這個身份，韓培德的父母在南非被列為「取締人士」（banned persons），受盡歧視，除了曾被監禁外，也被禁制工作。
韓培德幼年在南非的普利托里亞度過，並曾就讀於普利托里亞男子高校，但他的家庭生活曾經常遭警察滋擾。在10歲的時候，警察甚至曾登門搜查證物，這些經歷使他留下深刻的印象，亦令他自少就開始樂於接受多元文化，並與其他族裔的人士交朋友。由於不堪長年受滋擾，韓培德父親的建築師工作亦因而無法繼續下去。最終在1966年4月，時年16歲的韓培德隨父母舉家移居英國。

### 社會運動
韓培德移居英國後在倫敦的伊曼紐爾公學受教，後來在瑪麗皇后學院（今倫敦大學一部分）取得經濟學及政治科學一級榮譽學士學位。另外，他又在萨塞克斯大学取得哲學碩士學位。大學畢業後，他加入通訊職工聯合會任研究員，後來獲擢升為首席研究員。
在1969年及1970年，由全白人組成的南非的英式欖球聯盟及木球隊曾到英國作巡迴作賽，韓培德遂擔任一個抵制賽事運動的主席，並發起行動使有關的球賽受阻。韓培德事後被起訴控以以直接行動干擾球賽，他在奧卑利法庭接受十日的審訊，最後陪審團裁定他其中三項罪名不成立，但另一項共謀罪則被裁定罪名成立，結果判被罰款200英鎊。韓培德在1973年不服裁決，並且提出上訴，但有關上訴遭到駁回。
韓培德在1972年曾接獲郵件炸彈恐嚇，幸好炸彈線路接駁不善，沒有爆炸。後在1976年，韓培德復被人指控參與一宗銀行劫案，但經審訊後無罪獲釋，而有傳聞指出韓培德其實是受南非特務所陷害。韓培德涉嫌參與銀行劫案一事曾引起很大轟動，當年有六名下院議員更公開要求刑事檢控專員諾曼·斯克霍恩爵士就事件辭職。
韓培德曾為自由黨黨員，亦曾自1971年至1973年當選為少年自由黨主席，但他在1977年轉投工黨。同年，他又創立了反納粹聯盟，此後他亦是英國聯合反法西斯組織的重要支者。

### 下院生涯
在1991年，韓培德在威爾斯內思選區的補選勝出，成為了下院議員。在1995年，他成為工黨黨鞭，後又在1996年獲委到影子內閣任就業部長。
工黨在1997年勝出大選上台執政後，他遂獲委到政府，起先於威爾斯事務辦公室供職，後來又在外交部出任非洲司部長。在任期間，韓培德曾被津巴布韋獨裁者羅伯特·穆加貝批評為「種族主義者」，不滿他維護當地少數白人農場主的土地權益。但值得諷刺的是，韓培德其實早於1970年代曾協助過穆加貝抵制津巴布韋的白人少數管治。此外，韓培德曾在2000年10月設立一個秘密運作的戰爭避免小組，企圖與伊拉克的外長合作避免戰爭爆發，但最後沒有成功。
此後，韓培德曾短暫改於貿易及工業部供職，然後再返到外交部任歐洲司部長。任內他積極主張直布羅陀主權應回歸西班牙，其言論後來被質疑故意歪曲局勢，並與政府一向堅持英國擁有直布羅陀主權的立場相左。直布羅陀後來就主權問題展開公投，結果韓培德的建議被大比數否決。
在2002年10月，韓培德以威爾斯大臣的身份獲委到內閣，但就繼續代表英國出席未來歐洲會議。至2003年6月，他在內閣改組中獲委任為下議院領袖及掌璽大臣，同時又留任威爾斯大臣。在2004年11月，韓培德曾發表言論指「如果我們能夠像工黨一樣，在犯罪及恐怖主義議題上更強硬，我想英倫在工黨治下將會更安全」，有關言論事後引起一定爭議。
在2005年大選後，韓培德在5月6日獲任命為北愛爾蘭大臣，並繼續留任威爾斯大臣。韓培德曾經是愛爾蘭統一的支持者，但他上任北愛爾蘭大臣不再公開支持有關觀點。任內，韓培德成功為北愛促成和平，不過亦曾被傳媒揭發在某會議中瞌睡，後來北愛爾蘭事務部對事件加以否認。在2007年6月28日，韓培德改任就業及退休保障大臣，並仍然兼任威爾斯大臣。

### 獻金醜聞
在2006年9月12日，韓培德表態有意角逐工黨副黨魁之位，並大力抨擊美國的布殊政府為「自有記憶以來最右翼的美國政府」，希望藉以取得支持。惟韓培德最終在黨內第二輪投票中，得票僅僅排名第五出局，而夏雅雯則在選舉中勝出。
根據英國的選舉法例，韓培德應該在選舉後儘早向選管會交代其政治捐獻款額，但至2007年11月，他只及時申報政治捐獻82,000鎊。在2008年1月10日，《衛報》報導韓培德涉嫌在競選期間隱瞞收受100,000鎊政治捐獻。當中大部份的捐獻其後被揭發，都是透過已經停止運作的智庫──進步政策論壇作為匯款的渠道。在這些捐獻中，部份更是來自支持南非實行種族隔離的人士。
韓培德在1月12日發表聲明表示自己因為公務繁忙，所以忘記進行申報；他又指出事件中沒有出現任何失當行為，並認為指他存心欺瞞的報導實屬荒謬。另外，他又指出會退回其中25,000鎊的捐獻。

### 辭職
在2008年1月24日，韓培德在選舉委員會將事件提交倫敦警察廳調查後宣佈辭去就業及退休保障大臣一職。他表示其辭職是為了證明自己「清白」。然而，有關醜聞迫使首相白高敦於同日首次對內閣進行改組，分別以馬偉輝及貝禮高接替他出任威爾斯大臣及就業及退休保障大臣。韓培德至此成為首位從白高敦政府辭職的閣臣。在2008年7月2日，倫敦警方將其案件轉交皇家檢察署查辦，但檢察署至同年12月5日以證據不足為理由撤銷檢控行動。後在2009年1月，下院標準及特權專責委員會對事件作出追究及譴責，當時韓培德表示願意再於下院公開就事件道歉，隨後他在1月26日向下院致歉，並以「誠實的錯誤」來形容事件。
競選醜聞平息後，韓培德獲工黨政府重新起用。在2009年6月5日，首相白高敦重組內閣，他遂獲邀重返內閣再任威爾斯大臣一職，至2010年5月工黨因大選落敗下野為止。

### 谴责中国政府
2020年9月8日在工党希柏恩·麦克唐纳的协调下，与包括英国保守党外交事务委员会主席托马斯·图根达特、自由民主党领袖爱德·戴维，以及英国绿党、苏格兰民族党和威尔士党在内的130多名议员给中国驻英大使刘晓明写信，联名谴责中国政府针对新疆维吾尔穆斯林的行为。

## 家庭
韓培德在1975年與帕特里夏·韋斯特爾（Patricia Western）結婚，兩人育有兩子，分別為森（Sam）和傑克（Jake）。兩人後於2002年離婚，結束27年的婚姻關係。韓培德後於2003年6月14日與伊莉莎伯·海沃思博士（Dr. Elizabeth Haywood）結婚。

## 榮譽
- P.C. （2001年7月2日）

## 著作
- Don't Play with Apartheid: Background to the Stop the Seventy Tour Campaign by Peter Hain, 1971, Allen & U ISBN 0-04-301031-8
- Radical Liberalism and Youth Politics by Peter Hain, 1973, Liberal Publications Department ISBN 0-900520-36-1
- Radical Regeneration by Peter Hain, 1975, Quartet Books ISBN 0-7043-1231-X
- Community Politics Edited by Peter Hain, 1976, Calder Publications Ltd ISBN 0-7145-3543-5
- Mistaken Identity: The Wrong Face of the Law by Peter Hain, 1976, Quartet Books ISBN 0-7043-3116-0
- Radicals and Socialism by Peter Hain and Simon Hebditch, 1978, Institute for Workers' Control ISBN 0-901740-55-1
- Policing the Police Edited by Peter Hain, 1979, J Calder ISBN 0-7145-3624-5
- Debate of the Decade: The Crisis and Future of the Left edited by Peter Hain, 1980, Pluto Press ISBN 0-86104-313-8
- Neighbourhood Participation by Peter Hain, 1980, M. T. Smith ISBN 0-85117-198-2
- Policing the Police Edited by Peter Hain, 1980, J Calder ISBN 0-7145-3796-9
- Reviving the Labour Party by Peter Hain, 1980, Institute for Workers' Control ISBN 0-901740-69-1
- The Democratic Alternative: A Socialist Response to Britain's Crisis by Peter Hain, 1983, Penguin Books Ltd ISBN 0-14-006955-0
- Political Trials in Britain by Peter Hain, 1985, Penguin Books Ltd ISBN 0-14-007935-1
- Political Strikes: The State and Trade Unionism in Britain by Peter Hain, 1986, Penguin Books Ltd ISBN 0-14-007962-9
- Proportional Misrepresentation by Peter Hain, 1986, Gower Publishing Ltd ISBN 0-7045-0526-6
- A Putney Plot? by Peter Hain, 1987, Spokesman Books ISBN 0-85124-481-5
- Ayes to the Left by Peter Hain, 1995, Lawrence & Wishart Ltd ISBN 0-85315-832-0
- The Peking Connection by Peter Hain, 1995, Lawrence & Wishart Ltd ISBN 0-85315-823-1
- Sing the Beloved Country: Struggle for the New South Africa by Peter Hain, 1996, Pluto Press ISBN 0-7453-0997-6
- The End of Foreign Policy? by Robin Cook and Peter Hain, 2001, Royal Institute of International Affairs ISBN 1-86203-131-2
- New Designs for Europe by Katinkya Barysch, Steven Everts, Heather Grabbe et al, introduction by Peter Hain, 2002, Centre for European Reform ISBN 1-901229-35-1
- The Future Party by Peter Hain and Ian McCartney, 2004, Catalyst Press ISBN 1-904508-10-3

## 外部連結
- 韓培德官方網站 Archive-It的存檔，存档日期2013-01-17
- 衛報簡歷 （页面存档备份，存于）
- TheyWorkForYou.com （页面存档备份，存于）
- BBC簡歷 （页面存档备份，存于）
- BBC當年今日：1976年4月9日 （页面存档备份，存于），韓培德無罪釋放
- 獨立報2002年專訪
- 每日郵報有關捐獻醜聞報導
- 英白高敦內閣有官員辭職[]，香港有線電視新聞，2008年1月25日

| 大不列颠及北爱尔兰联合王国国会 | 大不列颠及北爱尔兰联合王国国会   | 大不列颠及北爱尔兰联合王国国会 |
| ------------------------------ | -------------------------------- | ------------------------------ |
| 前任者： 唐纳德·科尔曼         | 英国下议院 内思选区 1991–2015    | 繼任者： 克里斯蒂娜·里斯       |
| 官衔                           |                                  |                                |
| 前任者： 馬偉輝                | 威爾斯大臣 2002年–2008年         | 繼任者： 馬偉輝                |
| 前任者： 莫斯丁的韋利斯勳爵    | 掌璽大臣 2003年–2005年           | 繼任者： 禤智輝                |
| 前任者： 韋俊安                | 下議院領袖 2003年–2005年         | 繼任者： 禤智輝                |
| 前任者： 馬偉輝                | 北愛爾蘭大臣 2005年–2007年       | 繼任者： 伍劭恩                |
| 前任者： 夏敦                  | 就業及退休保障大臣 2007年–2008年 | 繼任者： 貝禮高                |
| 前任者： 馬偉輝                | 威爾斯大臣 2009年–2010年         | 繼任者： 紀卓琳                |